# اف قنطورس
اف قنطورس یک ستاره است که در صورت فلکی قنطورس قرار دارد.